# NGC 50
NGC 50 (ook wel PGC 983 of MCG -1-1-58) is een elliptisch sterrenstelsel in het sterrenbeeld Walvis.
NGC 50 werd in 1865 ontdekt door de Italiaanse astronoom Gaspare Stanislao Ferrari.
Waarnemers in de Benelux kunnen, aan de hand van NGC 50 en de nabij gelegen stelsels NGC 47 en NGC 54, op zoek gaan naar de gordel van geostationaire satellieten. De telescoop met volgmechanisme dient naar NGC 50, NGC 47 of NGC 54 gericht te worden, de geostationaire satellieten bewegen traag doorheen het beeldveld.